# Pyrinia substriata
Pyrinia substriata là một loài bướm đêm trong họ Geometridae.